# På gränsen (radioprogram)
På gränsen, med underrubriken "– i en erotisk ubåt", var ett radioprogram som sändes i Sveriges Radio P3 under perioden 4 oktober 1987-12 juni 1989. 
När programmet presenterades i augusti 1987 var arbetsnamnet på programmet Utan gräns och dessförinnan Nattsnusk.
Programmet, som sändes sena söndagskvällar kl. 23.05-01.00, tog upp sexualitet och relationer. Erotiska noveller och kontaktannonser lästes upp och brev från lyssnarna diskuterades, detta blandades med lugn musik. I vissa program intervjuades en känd person om en sexuell upplevelse. Programledare var Fredrik Grundel, Anna Nederdal och Lotta Bromé. Deltog gjorde också Ulla Skog. På Gränsen hade 1,2 miljoner lyssnare.
Ett urval av breven som kom till programmet publicerades i boken På gränsen : i en erotisk ubåt : ur brevskörden till radioprogrammet "På gränsen" 1987 och 1988, ISBN 91-7998-995-0.

### Fotnoter
1. ↑  ”Svensk mediedatabas”. http://smdb.kb.se/catalog/search?q=%22P%C3%A5+gr%C3%A4nsen%22+typ%3Aradio&sort=OLDEST. Läst 17 april 2011.
2. ↑  ”Arkivet - DN.se”. arkivet.dn.se. https://arkivet.dn.se/tidning/1987-08-19/223/16?q=radioman%20serping%20nattshow. Läst 14 februari 2024.
3. ↑  Gabrielsson, Torsten (2010). ”Vadå radioporr?” (PDF). sid. 21-22. Arkiverad från originalet den 2 april 2015. https://web.archive.org/web/20150402142638/http://epubl.ltu.se/1402-1773/2010/174/LTU-CUPP-10174-SE.pdf. Läst 17 mars 2015.
4. ↑  ”Om Lotta Bromé”. Sveriges Radio. Arkiverad från originalet den 8 maj 2009. https://web.archive.org/web/20090508145951/http://www.sr.se/sida/artikel.aspx?ProgramId=2151&Artikel=1863294. Läst 26 januari 2009.
5. ↑  Gabrielsson, Torsten (2010). ”Vadå radioporr?” (PDF). sid. 33. Arkiverad från originalet den 2 april 2015. https://web.archive.org/web/20150402142638/http://epubl.ltu.se/1402-1773/2010/174/LTU-CUPP-10174-SE.pdf. Läst 17 mars 2015.